# 安特山
78°47′S 161°27′E / 78.783°S 161.450°E
安特山是南極洲的山峰，處於斯凱爾頓冰川西面，處於安特山冰川和德萊馬冰川之間，海拔高度1,310米，在1957年由英聯邦探險隊測量和命名，現時由南極條約體系管理。